# ささるぅ
『ささるぅ』は、日本テレビ系列で、2007年10月1日から2008年3月31日まで、毎週月曜日24:59 - 25:29（JST）で放送されていたバラエティ番組である。

## 概要
女性が男性に魅力を感じることを「ささる」と表現し、女性をささらせるための矢作監修の教則ビデオを紹介する。
テレビ番組などの批評を行っている『テレビ証券』は、「モテる男子になるための教則ビデオを見ながら、ゲストのグラビアアイドルのトークを引き出すフォーマットはさておき、この番組で評価できるのは、MCにおぎやはぎの矢作をピンで持ってきたところ。」と評している。

## 出演者

### レギュラー
- 矢作兼（おぎやはぎ）
- 斉藤祥太

### ゲスト
1. 東原亜希
2. 安田美沙子
3. 若槻千夏
4. 眞鍋かをり
5. 山本モナ
6. 木下優樹菜
7. 相澤仁美
8. 夏川純
9. ほしのあき
10. 里田まい
11. 岡田潤音、岡田真由香、木口亜矢、小阪由佳、松嶋初音（グラビア5人SP）
12. スザンヌ
13. 西川史子
14. 山本梓
15. 磯山さやか
16. 辺見えみり、原幹恵
17. 辺見えみり、堀田ゆい夏
18. 小倉優子
19. 南明奈
20. マリエ
21. 大沢あかね
22. 小倉優子（1時間SP）
23. 熊田曜子
24. 安田美沙子
25. 井上和香

### 教則ビデオ
- 小幡誠
- 西尾はるな
- 浅野昭子

他

## 放送時間
- 2007年10月1日- 毎週月曜日24:59 - 25:29（JST）

2007年10月1日と10月15日は、特別番組編成のため、25:29～25:59に変更。

## スタッフ
- 企画・演出：新井秀和
- 構成：吉橋広宣、カニリカ、西村隆志、佐藤雄平、木南広明
- ディレクター：森本雅也、武田治、岩本雅直、金山美菜子
- AP：坂井康世
- プロデューサー：小澤太郎、野田義人
- チーフプロデューサー：安岡喜郎
- 制作協力：SION
- 制作著作：日テレ